# سیارک ۲۳۲۵۸
سیارک ۲۳۲۵۸ (به انگلیسی: 23258 Tsuihark، نامگذاری:2000YY21) بیست و سه هزار و دویست و پنجاه و هشتمین سیارک کشف شده‌است که در ۲۹ دسامبر ۲۰۰۰ کشف شد.
قدر مطلق سیارک برابر ۱۴.۱ است.